# Teststrecke
Als Teststrecke wird ein Testgelände für Fahrzeuge, sowohl Kraftfahrzeuge als auch Schienenfahrzeuge, bezeichnet, deren Trassen (Straßen oder Schienen) vom regulären Verkehrsfluss abgetrennt sind. Hier können die Fahrzeuge realitätsnah oder unter extremen Bedingungen und Belastungen getestet werden.

## Teststrecke für Kraftfahrzeuge

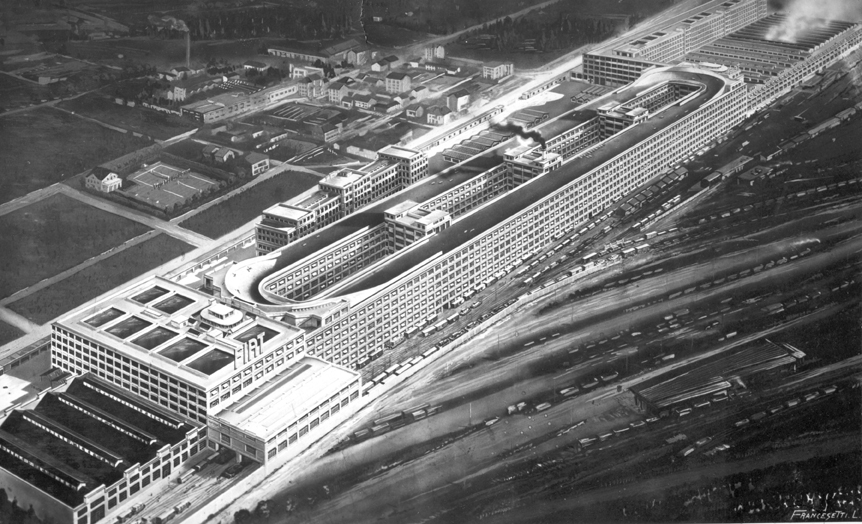
Fiats „hauseigene“ Teststrecke (1928)

Teststrecken für Kraftfahrzeuge sind befahrbare Kurse, die als Trainingsgelände für Rennfahrer und als Testgelände für neue Auto- und Reifenmodelle dient. Im Gegensatz zu von der FIA oder dem jeweiligen nationalen Motorsportverband homologierten Motorsport-Rennstrecken wurden und werden sie zumeist ohne öffentliche Gelder gebaut und unterhalten und dienen nicht der Durchführung von offiziellen Rennen. Deshalb sind sie in der Regel auch nicht mit nennenswerten Einrichtungen (zum Beispiel Tribünen) für Zuschauer ausgestattet.
Fahrzeug- und Reifenhersteller benötigen Teststrecken, um Messdaten für neue Produkte zu gewinnen und Fehler aufzuspüren. Ein neues Automodell wird ausgiebig getestet, bevor es in den Handel gelangt. Wichtig ist dabei auch, das Fahrzeug unter extremen Witterungsbedingungen zu erproben; daher befinden sich einige Teststrecken in subpolaren oder Wüstenregionen. Viele Testfahrten können seit den 1990er Jahren durch Computersimulationen ersetzt werden, für den Feinschliff beim Handling und bei Praxistests zur Materialermüdung sind reale Teststreckenfahrten jedoch nicht zu ersetzen.
Es gibt reine Teststrecken, die üblicherweise von Auto- oder Reifenherstellern betrieben werden. Daneben testen Hersteller aber auch auf Motorsport-Rennstrecken, wenn dort keine Rennen ausgetragen werden. Beliebt ist hier – auch bei außereuropäischen Unternehmen – vor allem die Nordschleife des Nürburgrings, weil hier ein großes Spektrum von auch im Alltag vorkommenden Straßenverhältnissen abgebildet und getestet werden kann. Teststrecken sind ein beliebtes Ziel für die Fotoreporter der Automobilpresse, weil es dort möglich ist, neue Modelle vor ihrer Markteinführung abzulichten („Erlkönige“).
Vor allem in Frankreich sind traditionell zahlreiche kleinere Kurse in privater Hand, ohne direkte Verbindung zur Automobilindustrie. Diese Strecken können in der Regel von Einzelpersonen, Clubs oder Unternehmen tage- oder halbtageweise gemietet werden, wobei die Durchführung von offiziellen Rennveranstaltungen häufig ausgeschlossen ist.

### Teststrecken für Oberleitungsbusse
In Nordwest-Tschechien unterhielt die Firma Škoda von 1963 bis 2004 eine eigene Werksteststrecke für Oberleitungsbusse. Sie war 6,1 Kilometer lang, bis zu 12 % steil und führte vom Herstellerwerk in Dolní Žďár, einem Ortsteil von Ostrov nad Ohří auf der öffentlichen Straße nach Jáchymov. Im Laufe des Jahres 2006 wurde die Oberleitung demontiert.

## Liste der Teststrecken für Kraftfahrzeuge

### Europa

#### Belgien
- Ford Europas Haupttestgelände in Lommel (Ford Lommel Proving Ground), mit ca. 100 km Fahrbahnlänge. Wird von Ford für die Fahrwerks- und Betriebsfestigkeitsauslegung aller Personenfahrzeuge (pascar) in Europa genutzt.[1]

#### Deutschland

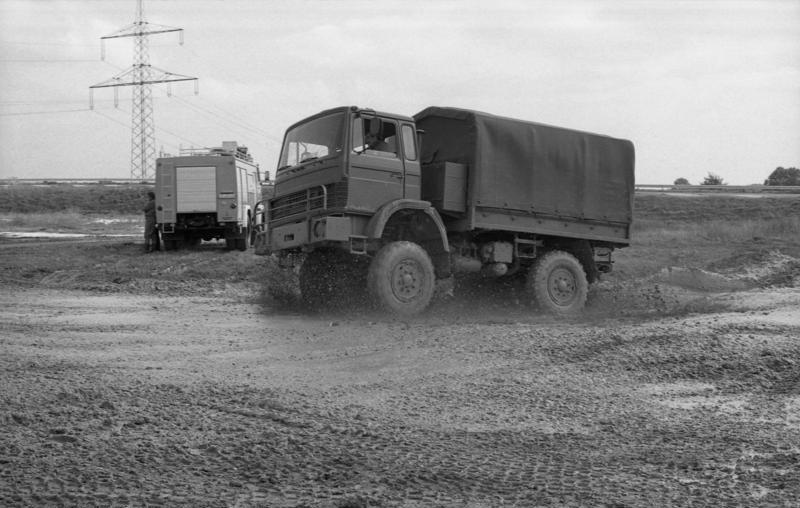
Militärlastwagen auf der Teststrecke von Magirus-Deutz in Markbronn anno 1978

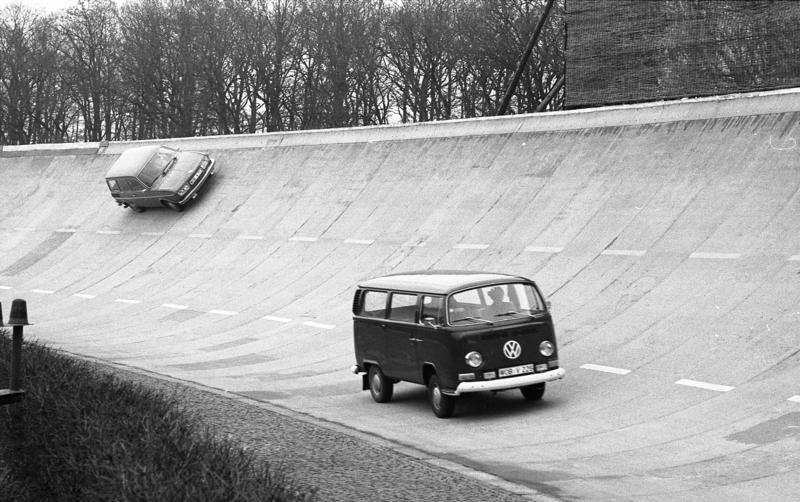
Fahrzeuge auf der Teststrecke des VW-Werks 1973

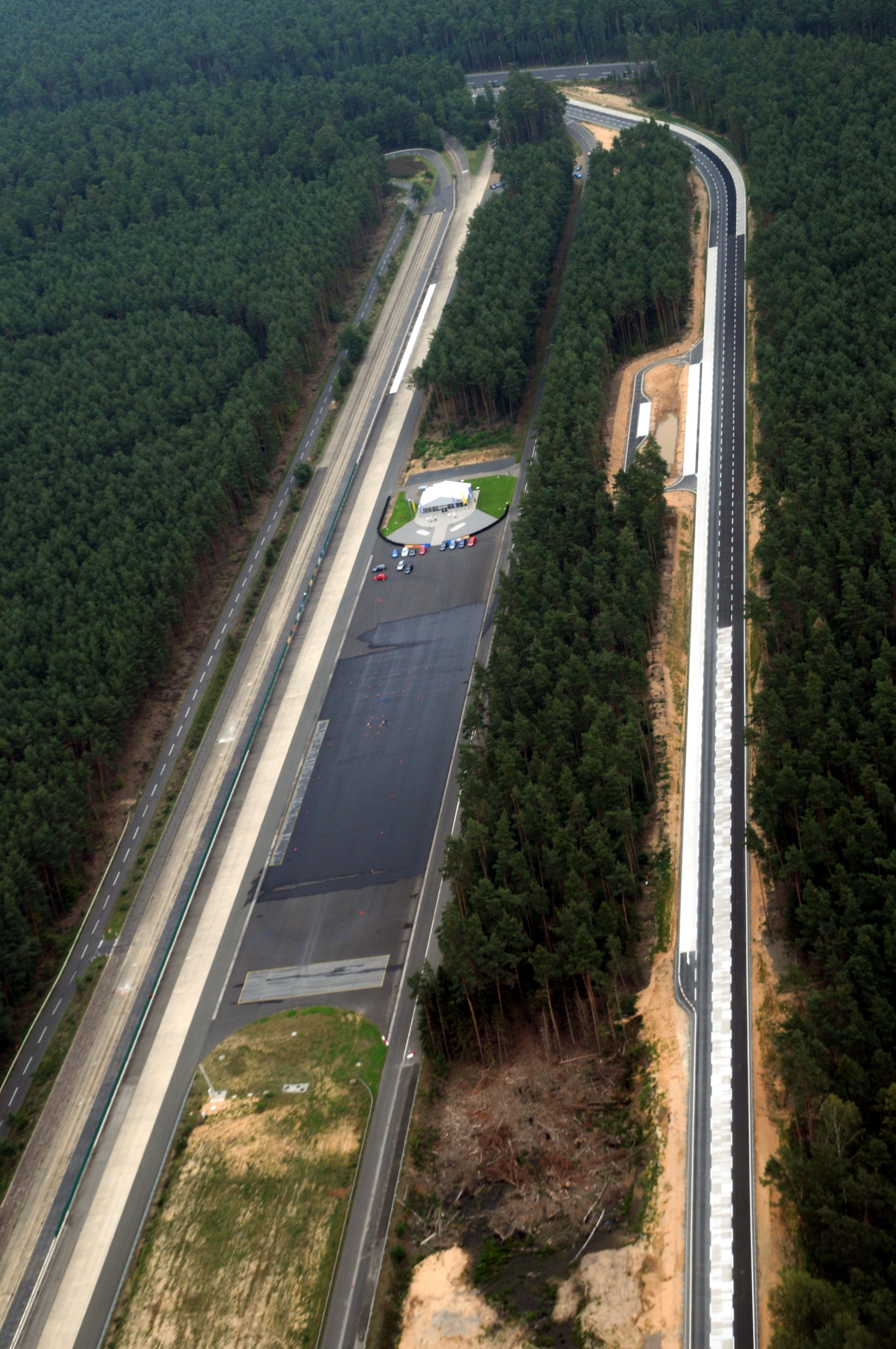
Opel-Testzentrum Dudenhofen

- Nordschleife des Nürburgrings, seit 1927 „Erste Gebirgs-, Renn- und Prüfungsstrecke“, wird unter der Woche zu Testfahrten genutzt
- Aldenhoven Testing Center in Siersdorf, Kreis Düren
- Prüfgelände der ATP Automotive Testing Papenburg GmbH (12 km Ovalrundkurs, diverse Innenkurse sowie Nachbau Hockenheimring-Kurzanbindung als Handlingkurs), hauptsächlich von Daimler AG genutzt
- Contidrom (2,8 km Hochgeschwindigkeitsoval), Wietze, gehört Continental
- BMW-Messgelände Aschheim beim Ismaninger Speichersee
- VW-Testgelände Ehra-Lessien (21 km Ovalrundkurs sowie diverse Innenkurse)
- VW-Prüfgelände im Werk Wolfsburg
- Opel-Testzentrum Dudenhofen (u. a. 4,8 km Rundbahn), heute Segula Technologies Testcenter, Rodgau-Dudenhofen
- Porsche[2]
  - Prüfgelände mit Rennstrecke im Entwicklungszentrum Weissach (2,5 km)
  - Einfahr- und Prüfstrecke am Werk Porsche Leipzig
  - Porsche Experience Center im Hockenheimring[3]
- Bosch-Teststrecke Boxberg (3 km Hochgeschwindigkeitsoval)
- Audi-Teststrecke in Neustadt an der Donau, Ortsteil Schwaig
- Ford-Teststrecke, Köln
- Bundesanstalt-für-Straßenwesen-Testgelände „Demonstrations-, Untersuchungs- und Referenzareal der Bundesanstalt für Straßenwesen“ (duraBASt) im Autobahnkreuz Köln-Ost
- MAN-Teststrecke, München
- Fakt-motion Prüf- und Testgelände, Benningen (Memmingen)
- Bilster Berg (Test- und Präsentationsstrecke), Bad Driburg
- DEKRA-Test-Oval (5,8 km), EuroSpeedway Lausitz, Schipkau-Klettwitz
- Driving Center Baden (2,7 km), im Baden-Airpark bei Rheinmünster
- WABCO-Teststrecke, Jeversen
- Rheinmetall Erprobungszentrum Unterlüß (EZU)
- Teststrecke des Instituts für Kraftfahrwesen der RWTH Aachen, Aachen (600 m)
- Teststrecke des Fachgebiets Fahrzeugtechnik (FZD) der TU Darmstadt, Fahrfläche 1150 × 20 m, 80 × 40 m, kleine Kreisfläche und Rundkurs, in Griesheim (Südhessen)[4]
- Teststrecke der Bundeswehr in Trier – Wehrtechnische Dienststelle 41 für Kraftfahrzeuge und Panzer (WTD 41) 49° 45′ 54″ N, 6° 41′ 41″ O
- Testgelände Neubiberg der Universität der Bundeswehr München, Forschungszentrum MOVE[5]
- Krauss-Maffei Wegmann-Testgelände für militärische Rad- und Kettenfahrzeuge und Pioniergeräte in Allach (München), 48° 11′ 45,7″ N, 11° 28′ 22,9″ O
- Driving Center Groß Dölln Flugplatz Templin/Groß Dölln
- Mercedes-Benz[6]
  - Einfahrbahn in Untertürkheim, seit 1957
  - Entwicklungs- und Versuchszentrum in Wörth am Rhein, seit 2008
  - Prüf- und Technologiezentrum Immendingen, seit 2015
  - Technologiezentrum für Fahrzeugsicherheit Sindelfingen (TFS), 55.000 Quadratmeter große Halle mit bis zu 200 Meter langen Strecken, seit 2016
  - die seit den 1960er Jahren genutzte Daimler-Teststrecke an den Wernauer Baggerseen wurde 2022 aufgegeben
- IVECO-Teststrecke in Markbronn bei Ulm (ursprünglich Teststrecke von Magirus-Deutz) 48° 23′ 17,7″ N, 9° 50′ 19,3″ O
- IVECO-Teststrecke in Ulm (Industriegebiet Donautal, Ernst-Abbe-Strasse) 48° 21′ 14,2″ N, 9° 55′ 54,4″ O
- TÜV-Rheinland-Testgelände auf dem ehemaligen Heeresflieger-Flugplatz Mendig
- TRIWO-Testcenter Pferdsfeld, herstellerunabhängiges Testzentrum mit 3,0 km langer und 100 m breiter Hauptpiste sowie insgesamt 6,6 km vielseitigen Teststrecken auf 320 ha Fläche[7]
- TRIWO-Testcenter Zweibrücken[8]
- Fahrtrainingsanlage in Wüschheim, hauptsächlich genutzt von ZF
- Sensortestzentrum der AVL Software and Functions Regensburg in Roding[9]

#### Finnland
- Arctic Driving Center, Rovaniemi
- Lapland Proving Ground, Muonio
- Test World, Ivalo
- WABCO Winter Test Track, Rovaniemi, Finnland

#### Frankreich
- Anneau du Rhin (Rheinring), Biltzheim (bei Colmar), im Privatbesitz
- Mas du Clos, bei Les Puids, im Privatbesitz
- BMW-Versuchsgelände, Miramas
- Ladoux, Teststrecken des Michelin-Technologie-Zentrums,[10] nördlich von Clermont-Ferrand
- Circuit de Bordeaux-Merignac, Mérignac
- Circuit du Laquais, bei Champier, im Privatbesitz
- Circuit de Mornay, Chateau de Mornay
- Circuit de Folembray, bei Soissons
- Circuit Jean-Pierre Beltoise, Trappes-Élancourt
- Circuit Fay-de-Bretagne, Fay-de-Bretagne
- Circuit du Grand Sambuc, Vauvenargues
- Circuit de Bresse, Frontenaud
- Pôle Mécanique Alès en Cévennes, Saint Martin de Valgalgues
- Circuit du Var, Le Luc
- Complexe Automobile de l’Auxois, Pouilly-en-Auxois
- Circuit de Carole, Tremblay-en-France
- E.I.A Circuit Automobile, Pont-l’Évêque
- Circuit de Bois-Guyon, Dreux
- C.E.E.R.T.A Circuits d’Issoire, Issoire
- Testzentrum Fontagne, Salon-de-Provence (Michelin)[11]

#### Großbritannien
- Millbrook Proving Ground in Millbrook, Bedford, gehört Lotus
- MIRA Proving Ground, Nuneaton, Warwickshire
- Llandow Circuit, Vale of Glamorgan, Wales
- Teststrecke des Entwicklungszentrums von Jaguar Land Rover und Aston Martin, Gaydon, Warwickshire 52° 11′ 8,7″ N, 1° 29′ 30″ W

#### Italien
- Pista di Fiorano, Fiorano Modenese, Ferrari-Teststrecke,
- Pista di Nardò, Nardò (Süditalien), gehört der Porsche Engineering Group
- Pista di Vairano, Vairano di Vidigulfo

#### Niederlande
- RDW Testcentrum, Teststrecke der Niederländischen Genehmigungsbehörde RDW, Lelystad

#### Österreich
- Digitrans Automotive Proving Ground, Teststrecke für autonomes Fahren in St. Valentin, Austria
- Raisch Group Test- und Eventcenter Burgkirchen, Testgelände für Motorräder und Elektromobilität

#### Schweden
- Arctic Falls Proving Grounds in der Nähe von Älvsbyn, genutzt insbesondere von den Konzern-Marken der VW AG
- Arjeplog Test Center, Arjeplog mit folgenden Testgeländen:
  - Vaitoudden Bosch Proving Ground-Robert Bosch GmbH
  - Cartest AB, unter anderem genutzt von Knorr-Bremse und Delphi Corporation
  - Colmis Proving Ground, unter anderem genutzt von Alfa Romeo, Fiat, Ferrari, Lancia, Opel und Saab
  - Galtis AB
  - A-Tent AB, genutzt von Porsche
  - Icemakers, unter anderem genutzt von BMW, Citroën, Mercedes-Benz, Peugeot, Renault und MAN
- Arvidsjaur (Schnee- und Eisstrecken)
  - Continental
  - ZF TRW Automotive
- AstaZero, bei Borås, spezialisiert auf Fahrzeugsicherheit und ADAS
- Tjintok Förvaltning AB bei Slagnäs, genutzt insbesondere von den Konzern-Marken der VW AG
- Jokkmokk (Schnee-Steigungsstrecken), gehört Continental
- Hällered Proving Ground, Hällered, gehört Volvo Personvagner AB und Volvo AB.

#### Spanien
- Circuito Ascari, Ronda (Privatstrecke, ohne Homologation)
- Michelin-Testzentrum Almería[12], östlich der Stadt beim Ort Ruescas.
- IDIADA Proving Ground, Santa Oliva[13] (nahe Barcelona)
- INTA Teststrecke, Madrid

#### Weitere Länder Europas
- Circuit Goodyear, Goodyear Technical Center Luxemburg (auch Rennstrecke), Colmar-Berg, Luxemburg
- DTC Teststrecke, DTC – Dynamic Test Center AG, Vauffelin (Biel/Bienne), Schweiz
- Zalaegerszeg Test Track (ZalaZone), Zalaegerszeg, Ungarn
- BMW Polygon in Sokolov, Tschechien

### Amerika

#### Vereinigte Staaten
- Arizona Proving Ground (APG), Yucca (Arizona), gehört seit 2008 Chrysler
- Arizona Proving Grounds (APG), Maricopa (Arizona), gehört Volkswagen[14]
- Chrysler Proving Ground (CPG), Chelsea (Michigan), gehört Chrysler
- General Motors Teststrecke, Gilbert (Arizona),
- Ford (früher Volvo) Arizona Proving Ground (FAPG), Wittmann (Arizona),
- Michigan Proving Ground (MPG), Romeo (Michigan), gehört Ford
- MBtech Proving Ground, Laredo (Texas), gehört Mercedes-Benz
- Dearborn Development Center, Dearborn, Michigan, gehört Ford
- The Brimley Development Center (2 Meilen Asphaltschleife), Brimley (Michigan), gehört Continental
- Uvalde Proving Grounds (13,7 km Hochgeschwindigkeitsoval), Uvalde (Texas), gehört Continental
- Florida Evaluation Center (FEC), Naples (Florida), gehört Ford
- Cold Climate Test Facility, Bemidji (Minnesota), gehört Ford
- BMW Testing Facility (3,9 km), Greer (South Carolina)
- Michelin Laurens Proving Grounds, Laurens (South Carolina),[15] südlich des Ortes
- Toyota Teststrecke Ottawa Lake in Michigan

#### Kanada
- Mosport Driver Development Centre, Bowmanville
- Extreme Cold Weather Test Facility (ECWTF), Thompson, Manitoba, gehört Ford

#### Weitere Länder Amerikas
- Cuautitlan Proving Ground, Cuautitlan, Mexiko, gehört Ford
- Tatui Proving Ground, São Paulo, Brasilien, gehört Ford

### Australien
- Lara/You Yangs Proving Ground, You Yangs, Victoria (bei Melbourne), gehört Ford
- GM Holden Ltd. Lang Lang Proving Ground, Bass Highway, Lang Lang, Victoria. Gehört zu GM.

### Asien

#### Japan
- Mitsubishi-Teststrecke, Tokachi
- Honda-Teststrecke Twin Ring Motegi, Motegi, Japan
- Honda-Teststrecke, Takasu
- Honda-Teststrecke, Tochigi
- Toyota-Teststrecke, Shibetsu
- Suzuki-Teststrecke, Shimokawa Hokkaido

#### Korea
- Hyundai-Teststrecke Ulsan
- Hyundai-Teststrecke Namyang

#### China
- Prüfgelände von Shanghai Volkswagen im Bezirk Jiading bei Shanghai 31° 19′ 12,6″ N, 121° 10′ 25,3″ O

## Teststrecken für Schienenfahrzeuge
Eisenbahnteststrecken gibt es nur vereinzelt. Sie bestehen meist aus Rundkursen von mehreren Kilometern Länge wie dem Eisenbahnversuchsring Velim.